# Women in Film and Television
Women in Film and Television (WIFT) ist eine in den USA entstandene Netzwerkorganisation für Frauen in der Film- und Fernsehbranche und den digitalen Medien. Filmregisseurinnen, Drehbuchautorinnen, Filmproduzentinnen, Filmeditorinnen, Redakteurinnen, Agentinnen und Schauspielerinnen sind im WIFT vertreten.

## Geschichte und Struktur
Die Organisation entstand 1973 in Los Angeles, die dortige Unterorganisation Women in Film verleiht seit 1977 die „Crystal + Lucy Awards“ an herausragende Frauen aus der Kommunikations- und Medienbranche.
Neben dem 1997 gegründeten Dachverband Women in Film and Television International (WIFTI) existieren 40 Unterorganisationen mit mehr als 13.000 Mitgliedern.

## WIFT in Deutschland
Die deutsche Unterorganisation Women in Film and Television Germany (WIFT Germany) wurde 2005 als eingetragener Verein gegründet.
WIFT Germany organisiert Branchentreffen, Weiterbildungen und Screenings in Berlin, Hamburg, Hannover, Köln, München und Stuttgart und ist mit Veranstaltungen auf Filmfestivals vertreten (Berlinale, Internationales Frauenfilmfestival Dortmund I Köln, Filmfest Hamburg, Filmfest München, SoundTrack Cologne, Film Festival Cologne).
Der Verein setzt sich für die Gleichstellung von Frauen und Männern in der Medienbranche und für die Darstellung differenzierter Rollenbilder von Frauen und Männern in Film und Fernsehen ein. Das Netzwerk kooperiert mit Pro Quote Regie.